# Sågtjärnen (Floda socken, Dalarna)
Sågtjärnen är en sjö i Gagnefs kommun i Dalarna och ingår i Norrströms huvudavrinningsområde.